# Partido Constitucional (Costa Rica)

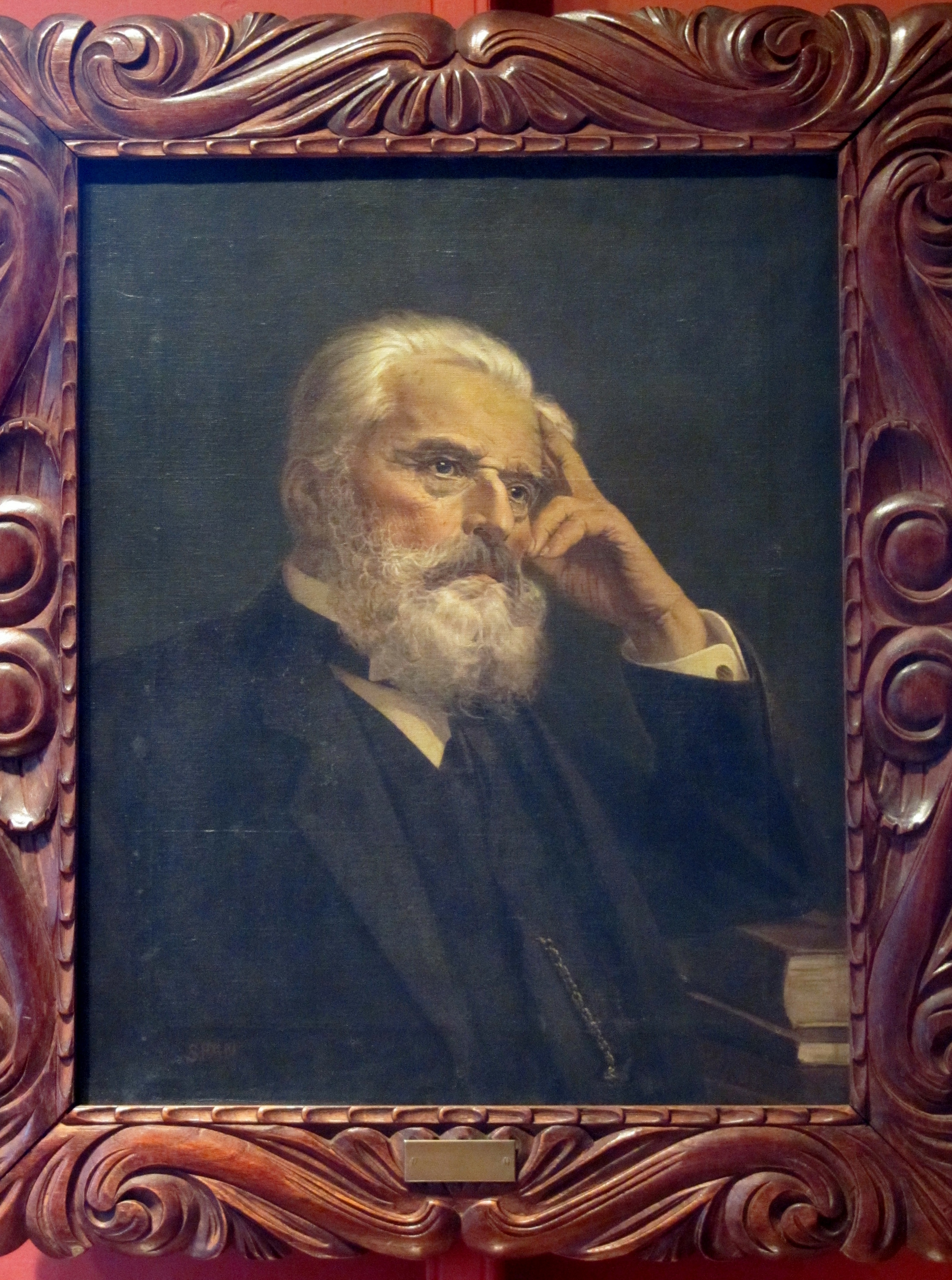
José Joaquín Rodríguez Zeledón fue candidato presidencial por el Partido Constitucional en las primeras elecciones que involucraron partidos políticos.

Partido Constitucional es el nombre que han tenido distintos partidos políticos costarricenses a lo largo de la historia.

## Convención Constitucional (1868)
El Partido Convención Constitucional fue organizado en 1868 para adversar la candidatura presidencial del Secretario de Relaciones Exteriores y carteras anexas Julián Volio Llorente, respaldada abiertamente por el Presidente José María Castro Madriz. Su presidente fue Manuel José Carazo Bonilla, influyente hombre de negocios y ex Presidente del Congreso. Estaba formado por un grupo ideológicamente heterogéneo, aunque en sus filas figuraban importantes personajes de la vida política y económica del país.
El Partido Convención Constitucional fue el primer partido político organizado formalmente que hubo en Costa Rica y formuló un programa de gobierno que se publicó en la prensa. Escogió como candidato presidencial al cafetalero, banquero y comerciante Francisco Montealegre Fernández, pero éste rehusó rotundamente admitir la postulación. Además, el partido enfrentó divisiones internas, Manuel José Carazo renunció a la presidencia de la organización y se retiró de sus filas, y finalmente la organización se disolvió de hecho.

## Partido Constitucional Democrático (1889)
El Partido Constitucional Democrático fue un partido político costarricense de orientación conservadora, que postuló la candidatura del magistrado José Joaquín Rodríguez Zeledón en las elecciones presidenciales de 1889. Estas elecciones fueron las primeras en la historia del país en las que participaron partidos políticos formales, junto con el Partido Liberal Progresista. El Partido Constitucional Democrático logró una victoria abrumadora en dichos comicios.  
La agrupación fue establecida en 1889 tras una serie de reuniones ciudadanas, encabezadas por el joven Rafael Iglesias Castro, con la intención a oponerse a la candidatura oficialista de Ascensión Esquivel para los comicios de ese año. Para ello, le propusieron a Rodríguez Zeledón, entonces Presidente de la Corte Suprema de Justicia, lideralos. Esta propuesta fue aceptada unos días después, y en un mitin el 30 de junio, Iglesias Castro proclamó oficialmente a Rodríguez Zeledón como su candidato. Ese día, también se nombró a la Directiva Central del partido, que incluía a líderes destacados como Félix Arcadio Montero y Víctor Orozco. 
El partido tenía la bandera nacional como su divisa y sus partidarios fueron identificados por los tres colores de esta. Asimismo, se fundó el periódico La Verdad para difusión del partido, aunque también se utilizaron La Prensa Libre y La Oposición.  
Surgido en torno a la figura de Rodríguez, el partido fue disuelto a principios de 1890 por decisión de su fundador. La mayoría de sus seguidores se unieron al Partido Unión Católica y al Partido Civil.

## Partido Constitucional de Julio Acosta (1919)
El nombre de Partido Constitucional resucitó en 1919 en otra agrupación personalista, que con Julio Acosta García como candidato obtuvo la victoria en las elecciones presidenciales de ese año, primeras tras el derrocamiento del dictador Federico Tinoco.

## Partido Constitucional (1948)
Un partido político costarricense fundado por abogados en 1948 para participar en las elecciones de diputados constituyentes de 1948 y así formar parte de la Asamblea Constituyente planeada para el siguiente año y que era parte de la transición a la democracia tras la guerra civil acontecida pocos meses antes en que fue derrocado el gobierno de Teodoro Picado y Rafael Ángel Calderón Guardia y sus aliados de izquierda. El partido se fundó en el bufete del Lic. Celso Gamboa Rodríguez y todos sus candidatos fueron abogados de reconocida trayectoria.
Debido a que el partido se proclamaba como independiente de las dos grandes tendencias del bando vencedor de la guerra que tenía control del país, el figuerismo y el ulatismo, el partido fue acusado de ser calderonista. Acusación que sus dirigentes negaron naturalmente, sin embargo, muchos de estos eran conocidos por ser amigos o familiares de personas que apoyaron a Calderón y se especula que las bases calderonistas votaron en buena medida por el partido (pues el Partido Republicano estaba de facto proscrito), lo que podría explicar su éxito al haberse convertido en la segunda fuerza más votada aun siendo la más nueva. Incluso el Tribunal Supremo de Elecciones tuvo que extenderles el plazo de inscripción por interposición del presidente electo Otilio Ulate, ya que se había vencido.
El partido obtuvo seis diputados constituyentes, estos fueron Miguel Brenes Gutiérrez, Juan Rafael Arias Bonilla, Manuel Francisco Jiménez Ortiz, Arturo Volio Jiménez, Fabio Baudrit González, Celso Gamboa Rodrígruez, Mario Alberto Jiménez Quesada y Manuel Antonio Lobo García. Una vez en el cargo los diputados constitucionalistas fueron de los más acérrimos opositores al gobierno de la Junta Fundadora de la Segunda República que gobernaba de facto.
Para las elecciones legislativas de 1949 que buscaban reformar el Parlamento para la administración Ulate Blanco el partido también participó e igualmente fue el segundo más votado después del Partido Unión Nacional de Ulate y también obtuvo seis diputados, para desaparecer finalmente del escenario político.